# Chrysotus pulchellus
Chrysotus pulchellus är en tvåvingeart som beskrevs av Kowarz 1875. Chrysotus pulchellus ingår i släktet Chrysotus och familjen styltflugor. Arten är reproducerande i Sverige. Inga underarter finns listade i Catalogue of Life.